# Gajrep
Gajrep – wieś położona w północnej części Albanii w gminie Krume.

## Demografia
Według spisu ludności z 1989 roku we wsi Gajrep mieszkało 434 mieszkańców.